# مورغان كاسيوس فيتزباتريك
مورغان كاسيوس فيتزباتريك هو محامي وسياسي أمريكي، ولد في 29 أكتوبر 1868 في مقاطعة سميث في الولايات المتحدة، وتوفي في 25 يونيو 1908 في ناشفيل في الولايات المتحدة. نشط حزبياً في الحزب الديمقراطي. وقد انتخب عضو مجلس نواب تينيسي ‏ وانتخب عضو مجلس النواب الأمريكي ‏.